# Приваловка (Калининградская область)
Приваловка — посёлок в Славском муниципальном округе Калининградской области Российской Федерации.

## География
Находится в северной части Калининградской области, в зоне хвойно-широколиственных лесов, в 25 км к северо-западу от районного центра, города Славска. Является одним из самых северных поселений области, наряду с расположенным в соседнем Зеленоградском городском округе (на Куршской косе, на противоположной стороне Куршского залива) посёлком Морское.

### Климат
Климат характеризуется как переходный от морского к умеренно континентальному. Среднегодовая температура воздуха — 7,2 °C. Средняя температура воздуха самого холодного месяца (января) — −5 — −2 °C; самого тёплого месяца (июля) — 22,4 °C. Безморозный период длится в среднем 160—190 дней. Годовое количество атмосферных осадков — около 700 мм, из которых большая часть выпадает в тёплый период.

## История
В 1938 году властями гитлеровской Германии Наусседен был переименован в Кляйндюнен в рамках кампании по германизации в Восточной Пруссии топонимики прусско-литовского происхождения.
После Второй мировой войны по решению Потсдамской конференции Кляйндюнен отошёл СССР.
В 1945 году временно возвращалось предыдущее название Наусседен. В 1946 году получил русское название Приваловка.
В период с 2008 по 2015 годы посёлок Приваловка входил в состав Ясновского сельского поселения Славского района, с 2015 по 2022 годы — в состав Славского городского округа.

## Население
| 2002 | 2010 |
| ---- | ---- |
| 27   | ↘8   |

## Инфраструктура
Личное подсобное хозяйство с зоной сельскохозяйственного использования, индивидуальная застройка усадебного типа.